# Napoléon Garceau
Pour les articles homonymes, voir Garceau.
François Napoléon Garceau, né le 4 septembre 1868 et décédé en 1945, est un politicien québécois.
Il fut maire de Drummondville durant trois mandats, 1905-1908, 1909-1912 et 1920-1924.

## Livre sur Napoléon Garceau
- Jocelyn Fournier, Napoléon Garceau, 1868-1945, Drummondville, Société historique de Drummondville, 1978, 175 p.